# Định Thành (Bình Dương)
Định An is een xã in huyện Dầu Tiếng, een district in de Vietnamese provincie Bình Dương.
Định An ligt op de oostelijke oever van het Dầu Tiếngmeer en grenst in het zuiden met thị trấn Dầu Tiếng, de hoofdplaats van het district. De Sài Gòn vormt in het zuiden van Định Thành vormt de grens met de xã's Bến Củi en Phước Minh. Beide xã's liggen in het district Dương Minh Châu in de provincie Tây Ninh.